# Birger Sandzén

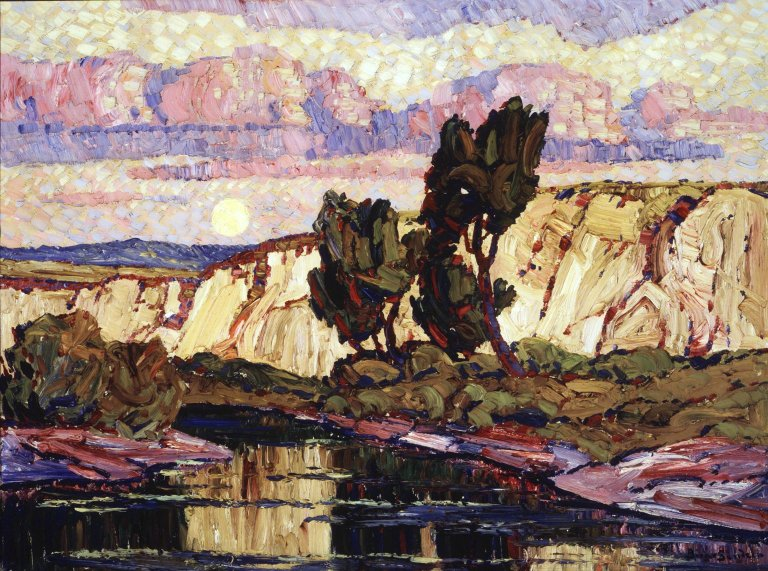
Creek at Moonrise (1921).

Sven Birger Sandzén (Blidsberg, 5 febbraio 1871 – 22 giugno 1954) è stato un pittore svedese.

## Biografia
Era il figlio di un pastore luterano e sua moglie, un'acquerellista conosciuta. Dimostrò un interesse per l'arte fin dalla tenera età e, a 10 anni, entrò alla Katedralskolan di Skara per studiare sotto la guida di Olof Erlandsson. Dopo la laurea nel 1890, studiò per un breve periodo presso l'Università di Lund prima di trasferirsi a Stoccolma. Era sua intenzione iscriversi presso l'Accademia Reale Svedese delle Arti. Tuttavia, la lista d'attesa si rivelò troppa lunga per lui, perciò si unì a un gruppo di giovani artisti che stavano studiando sotto Anders Zorn, Richard Bergh e Per Hasselberg. Questo gruppo, in seguito, fu conosciuto come Konstnärsförbundet.
Alla fine dei suoi studi, Zorn e Bergh raccomandarono a Sandzén di completare i suoi studi a Parigi. Nel 1894, Sandzén lasciò Stoccolma per studiare sotto Edmond Aman-Jean, che lo introdusse al puntinismo. 
Nel 1897, incontrò Alfrida Leksell, una studentessa di pianoforte del Bethany College di McPherson, Kansas. Si sposarono nel 1900 ed ebbero una figlia, Margarita Elizabeth Sandzén (1909).

## Carriera
Nel 1894, Sandzén accettò una cattedra alla Bethany College e si trasferì a Lindsborg, che sarebbe stata la sua casa per il resto della sua vita. Rimase a insegnare in quella facoltà per 52 anni, insegnando varie lingue, così come l'arte. 
Molti dei suoi dipinti avevano come protagonista i grandi paesaggi del sud-ovest americano. Sandzén dipinse molte scene di paesaggio, incluse le rappresentazioni del Parco nazionale delle Montagne Rocciose e il Parco nazionale di Yellowstone, sedi preferite per il suo lavoro. Spese anche molto tempo a dipingere paesaggi all'interno del Kansas. Secondo il curatore Bill North, ha spesso dipinto paesaggi di Graham County, dove i genitori di sua moglie si trasferirono nel 1906.
Sebbene la maggior parte delle sue pitture fossero ad olio, Sandzén era anche un incisore e acquerellista di talento. Le sue xilografie e incisioni su linoleum erano destinate ad esercitare un effetto duraturo sugli artisti a venire. Le sue opere sono state paragonate a quelle di Vincent van Gogh e Paul Cézanne.

## Eredità
Nel 1940, a Sandzén venne dato il compito di promuovere i rapporti culturali tra gli Stati Uniti d'America e la Svezia. Ricevette dottorati onorari da varie istituzioni, come la Lutheran College Midland, l'University of Nebraska e l'Università dello Stato del Kansas.
In omaggio al contributo di Sandzén al Bethany College, la Birger Sandzén Memorial Gallery, che ospita gli archivi relativi a Sandzén e un certo numero di sue opere, venne donata al campus universitario nel 1957.